# إلودي يونج
إلودي يونج (بالفرنسية: Élodie Yung)‏ هي لاعبة كاراتيه وممثلة فرنسية، ولدت في 22 فبراير 1981 بباريس في فرنسا.

## أعمال

### أفلام
- (2011) عملية الدار البيضاء
- (2013) جي. آي. جو: الانتقام[5]
- (2016) جودز أوف إيجبت[6][7]
- (2017) الحارس الشخصي لقاتل محترف[8]

### مسلسلات
- المدافعون
- ديرديفيل

## وصلات خارجية
- إلودي يونج على موقع IMDb (الإنجليزية)
- إلودي يونج على موقع ألو سيني (الفرنسية)
- إلودي يونج على موقع ميوزك برينز (الإنجليزية)
- إلودي يونج على موقع أول موفي (الإنجليزية)
- إلودي يونج على موقع قاعدة بيانات الأفلام السويدية (السويدية)
- إلودي يونج على موقع قاعدة بيانات الفيلم (الإنجليزية)
- إلودي يونج على موقع كينوبويسك (الروسية)